# Kraft (Familienname)
Kraft ist ein deutschsprachiger Familienname.

## Namensträger

### A
- Adam Kraft (1455/60–1509), deutscher Bildhauer und Baumeister
- Adam Kraft (Verleger) (1898–1976), sudetendeutscher Verleger, Maler und Grafiker
- Adolf Kraft (Mediziner, 1861) (1861–1928), Schweizer Arzt und Politiker
- Adolf Kraft (Fotograf) (1869–1909), deutscher Konditor und Fotograf
- Adolf Kraft (Mediziner, 1880) (1880–1940), deutscher Augenarzt
- Adolf Kraft (Architekt) (1910–1990), Schweizer Architekt und Kantonsbaumeister
- Adolph Kraft-Behrens, deutscher Uhrenfabrikant, Gründer von Kraft-Behrens
- Albert Kraft (1825–1899), deutsch-schweizerischer Gärtner
- Alex Kraft (* 1968), deutscher Musiker, Songwriter und Produzent
- Alfons Kraft (Politiker) (1912–1971), deutscher Abgeordneter
- Alfons Kraft (Rechtswissenschaftler) (1928–2013), deutscher Jurist, Rechtswissenschaftler und Hochschullehrer
- Alfred Kraft (* 1948), deutscher Wirtschaftswissenschaftler
- Andreas Kraft (Geigenbauer) (1708–1780), deutscher Geigenbauer
- Andreas Kraft (Musiker) (* 1961), deutscher Posaunist und Hochschullehrer
- Anna Kraft (* 1985), deutsche Sportjournalistin
- Anton Kraft (1752–1820), böhmischer Cellist
- Armin Kraft (1941–2022), deutscher evangelischer Theologe
- August Kraft (Missionar) (1863–1928), deutscher freikirchlicher Missionar und Erweckungsprediger
- August Kraft (Zeuge Jehovas) (1886–1940), Landesleiter der Zeugen Jehovas in Österreich
- August Kraft (Politiker) (1891–1957), österreichischer Politiker und Funktionär

### B
- Balthasar Kraft (1820–1889), bayrischer Kirchenmaler und Bildhauer
- Bastian Kraft (* 1980), deutscher Theaterregisseur
- Benedikt Kraft (1888–1963), deutscher katholischer Theologe
- Bernhard Kraft (Schriftsteller) (1848–1936), deutscher Schuhmacher und Heimatdichter
- Bernhard Kraft (Heimatforscher) (1891–1980), deutscher Lehrer und Heimatforscher
- Bodo Kraft (Maler) (* 1951), deutscher Maler und Zeichner
- Bodo Kraft (Informatiker) (* 1972), deutscher Informatiker und Hochschullehrer an der FH Aachen in Jülich
- Brigitte Nowatzke-Kraft (* 1949), deutsche Künstlerin

### C
- Carl Kraft (Politiker) (1874–1952), deutscher Landwirt und Politiker (SPD)
- Carl Kraft-Graf (1883–1941), Schweizer Industriemanager
- Carl Adolph Kraft (1876–1964), dänischer Vielseitigkeitsreiter
- Carl Eduard Kraft (1795–1880), österreichischer kk landesprivilegierter Mechaniker
- Carl Friedrich Kraft (1851–1912), deutscher Architekt
- Christopher C. Kraft (1924–2019), US-amerikanischer Raumfahrtingenieur
- Claudia Kraft (* 1968), deutsche Historikerin
- Colin Kraft (* 1983), belgischer Politiker

### D
- Daniel Kraft (1779–1845), deutscher Landwirt, Bürgermeister und Politiker
- Daniel Hoch-Kraft (* 1978), deutscher Bobfahrer
- David Kraft (* 1990), österreichischer Fußballspieler
- Deahna Kraft (* 1998), US-amerikanische Beachvolleyballspielerin
- Dennis Kraft (* 1981), deutscher Radrennfahrer
- Detlef Kraft (* 1950), deutscher Bildhauer
- Dieter Kraft (Ingenieur) (* 1936), deutscher Ingenieur, Hochschullehrer und Fernschachspieler
- Dieter Kraft (Fußballspieler) (* 1940), deutscher Fußballspieler
- Dieter Kraft (Theologe) (* 1949), deutscher Theologe
- Dietrich Kraft (* 1937), österreichischer Allergologe und Immunologe

### E
- Edwin Arthur Kraft (1883–1962), US-amerikanischer Organist und Komponist
- Emil Kraft (Politiker, 1865) (1865–1931), österreichischer Politiker (DNP, GDVP), Nationalratsabgeordneter
- Emil Kraft (Politiker, 1871) (1871–1943), deutscher Holzkaufmann und Politiker, Senator von Wunstorf
- Emil Kraft (Politiker, 1898) (1898–1982), deutscher Politiker (SPD), MdL Niedersachsen
- Emily Kraft (* 2002), deutsch-irische Fußballspielerin
- Erich Kraft (Dichter) (1891–1961), deutscher Apotheker, Lyriker und Komponist
- Erich Kraft (Drehbuchautor), deutscher Drehbuchautor
- Erich Kraft (Direktor) (1901–nach 1948), deutscher Lehrer und Direktor der Heil- und Pflegeanstalt Mariaberg
- Erich Kraft (Leichtathlet) (1908–??), deutscher Leichtathlet
- Erich Kraft (Heimatforscher) (* 1948), deutscher Heimatforscher und Musiker
- Erich Kraft (Maler) (* 1950), deutscher Maler und Grafiker
- Erich-Josef Kraft (1888–1969), deutscher Journalist
- Erika Kraft (1931–2003), deutsche Eiskunstläuferin
- Ernest Anton Kraft (1880–1962), österreichischer Maschinenbauer
- Ernst Kraft (Politiker, 1880) (1880–1963), deutscher Politiker (SPD), MdL Baden
- Ernst Kraft (Politiker, 1924) (1924–2001), deutscher Politiker (CDU), MdL Nordrhein-Westfalen
- Esther Kraft (* 1990), deutsche Schauspielerin
- Eugen Kraft (1899–nach 1965), deutscher Ingenieur
- Eva Kraft (Sinologin) (1923–2007), deutsche Sinologin und Japanologin
- Eva Frodl-Kraft (1916–2011), österreichische Kunsthistorikerin und Denkmalpflegerin
- Evelyne Kraft (1951–2009), Schweizer Schauspielerin

### F
- Ferdinand Kraft (Mathematiker) (1844–1924), deutscher Ingenieur, Mathematiker und Hochschullehrer
- Ferdinand Kraft (Unternehmer) (1872–1943), deutscher Unternehmer und Firmengründer
- Florian Kraft (* 1998), deutscher Fußballspieler
- Frances Kraft Reckling (1906–1987), US-amerikanische Musikerin
- Friedrich Kraft (Politiker) (1807–1874), deutscher Richter und Politiker, MdL Hessen
- Friedrich Kraft (Pfarrer) (1904–1970), deutscher Pfarrer der Bekennenden Kirche
- Friedrich Kraft (Journalist) (* 1944), deutscher Journalist und Hochschullehrer
- Friedrich Karl Kraft (1786–1866), deutscher Altphilologe und Lexikograf
- Fritz Gerhard Kraft (1884–1950), deutscher Archivar und Genealoge

### G
- Georg Kraft (Prähistoriker) (1894–1944), deutscher Prähistoriker
- Georg Andreas Kraft (auch Georg Andreas Krafft; 1660–1726), deutscher Komponist
- Gerald F. Kraft (1928–2003), US-amerikanischer Zoologe und Entomologe
- Gerhard Kraft (Biophysiker) (1941–2023), deutscher Biophysiker
- Gerhard Kraft (* 1944), deutscher Fußballspieler
- Gisela Kraft (1936–2010), deutsche Schriftstellerin und Übersetzerin
- Gisela Kraft-Schneider (?–2011), deutsche Museumsgründerin
- Günter Kraft (* 1972), niederösterreichischer Landtagsabgeordneter (SPÖ)
- Günther Kraft (1907–1977), deutscher Musikwissenschaftler und Hochschullehrer
- Gustav Kraft (1823–1898), deutscher Forstwissenschaftler

### H
- Hannelore Kraft (* 1961), deutsche Politikerin (SPD) und Ministerpräsidentin von Nordrhein-Westfalen
- Hannes Kraft (1909–1983), deutscher Liedertexter
- Hans Kraft (Maler) (1895–1978), deutscher Maler, Gebrauchsgraphiker und Kunsterzieher
- Hans Kraft (* 1947), deutscher Politiker (SPD), MdL
- Hans-Peter Kraft (* 1937), deutscher Lehrer und Archäologe
- Hanspeter Kraft (* 1944), Mathematiker und Hochschullehrer an der Universität Basel
- Heidrun Kraft (1942–2021), deutsche Malerin
- Heinrich Kraft (Politiker, 1867) (1867–1945), deutscher Arzt und Politiker (DDP), MdL Sachsen
- Heinrich Kraft (Politiker, 1903) (1903–1971), deutscher Politiker (SPD)
- Heinrich Kraft (Theologe) (1918–1998), deutscher Theologe und Kirchenhistoriker
- Heinz Kraft (Ingenieur) (1898–nach 1950), deutscher Ingenieur
- Heinz Kraft (Historiker) (1909–1981), deutscher Archivar und Historiker
- Helmut Kraft (Tiermediziner) (1927–2010), deutscher Tiermediziner
- Helmut Kraft (* 1958), österreichischer Fußballspieler und -trainer
- Henry Kraft (Turner) (1865–1935), US-amerikanischer Turner und Olympiateilnehmer
- Henry Kraft (Gartenarchitekt) (1899–1979), deutscher Gartenarchitekt
- Herbert Kraft (1886–1946), deutscher NSDAP-Politiker
- Herbert Kraft (Literaturwissenschaftler) (1938–2025), deutscher Professor für Neuere deutsche Literatur
- Hermann Kraft (* 1941), österreichischer Politiker (ÖVP)
- Holger Kraft (* 1968/1969), deutscher Finanz-/Wirtschaftswissenschaftler und Hochschullehrer
- Hugo Kraft (1866–1925), deutscher Vizeadmiral

### I
- Ingo Kraft (* 1961), deutscher Jurist und Richter am Bundesverwaltungsgericht
- Isaak Christian Kraft (1727–um 1791), evangelischer Theologe und geistlicher Dichter
- Ivonne Kraft (* 1970), deutsche Mountainbikerin

### J
- James Lewis Kraft (1874–1953), kanadisch-amerikanischer Unternehmer
- Jens Kraft (1720–1765), dänischer Philosoph
- Joachim Kraft (* 1963), deutscher Verleger, Autor und Funkamateur
- Johann Kraft (Pomologe) (1738–1808), österreichischer Pomologe
- Johann Daniel Kraft, deutscher Kaufmann und Alchimist
- Johann Jakob Kraft (1808–1884), deutscher katholischer Theologe und Geistlicher, Weihbischof in Trier
- Johann Melchior Kraft (auch Krafft; 1673–1751), deutscher lutherischer Theologe
- Johannes Kraft (* 1977), deutscher Politiker (CDU), MdA
- Josef Kraft (1879–1945), österreichischer Archivar
- Julia Kraft (* 1979), deutsche Juristin
- Julius Kraft (Soziologe) (1898–1960), deutscher Soziologe
- Julius Kraft-Kinz (1925–2018), österreichischer Chirurg
- Julius H. W. Kraft (1917–2008), deutscher Grafiker und Bauernhaus-Lobbyist
- Jürgen Kraft (1951–2002), deutscher Radrennfahrer

### K
- Karen Kraft (* 1969), US-amerikanische Ruderin
- Karin Kraft (* 1952), deutsche Professorin für Naturheilkunde
- Karl Kraft (SA-Mitglied) (1893–nach 1945), deutscher SA-Führer, zuletzt im Rang eines SA-Gruppenführers
- Karl Kraft (1903–1978), deutscher Organist und Komponist
- Karl-Adalbert Kraft (1892–1943), deutscher Admiralarzt
- Karl-Friedrich Kraft (* 1940), deutscher Germanist und Literaturwissenschaftler
- Kilian Kraft (* 1983), deutscher Handballspieler
- Konrad Kraft (1920–1970), deutscher Althistoriker und Numismatiker
- Kurt Kraft (1927–2021), österreichischer Politiker (ÖVP)

### L
- Laura Kraft (* 1990), deutsche Politikerin (Bündnis 90/Die Grünen)
- Leonhard Kraft (1876–1965), deutscher Architekt und Regierungsbaumeister
- Lindsey Kraft (* 1983), US-amerikanische Schauspielerin, Sängerin, Pianistin und Model
- Ludwig Kraft (Nassau-Saarbrücken) (1663–1713), deutscher Graf in französischen Diensten
- Ludwig Kraft (1900–1991), deutscher NSDAP-Politiker und Oberbürgermeister von Remscheid

### M
- Maja Kraft (* 1983), polnische Popsängerin
- Marie Kraft (1886–1972), deutsche Politikerin (SPD)
- Marion Kraft (* 1946), afrodeutsche Literaturwissenschaftlerin, Autorin, Übersetzerin
- Markus Schultze-Kraft (* 1967), deutsch-salvadorianischer Politikwissenschaftler und Hochschullehrer
- Martin Kraft (* 1945), Schweizer Künstler und Kunstkritiker
- Mathias Kraft (* 1972), deutscher evangelischer Pfarrer und Autor
- Maximilian von Kraft (1844–1918), österreichischer Ingenieur
- Megan Kraft (* 2002), US-amerikanische Beachvolleyballspielerin
- Michael Kraft (Musiker) (* 1962), deutscher Musiker
- Michael Kraft (Fußballspieler) (* 1966), deutscher Fußballspieler
- Michail Kraft (* 1999/2000), deutscher Sportakrobat
- Michelle Kraft (* 1989), deutsche Politikerin (CDU)
- Milan Kraft (* 1980), tschechischer Eishockeyspieler

### N
- Nikolai Ossipowitsch Kraft (1798–1857), russischer Eisenbahn-Ingenieur und Hochschullehrer
- Nina Kraft (1968–2020), deutsche Triathletin
- Nina Kraft (Moderatorin) (* 1985), österreichische Fernseh- und Radiomoderatorin
- Nikolaus Kraft (Komponist) (1778–1853), österreichischer Cellist und Komponist
- Nikolaus Kraft (Märtyrer) (1875–1921), russlanddeutscher römisch-katholischer Geistlicher und Märtyrer

### O
- Ole Bjørn Kraft (1893–1980), dänischer Politiker
- Oliver Kraft (Manager) (* 1962), deutscher Wirtschaftsinformatiker und Eisenbahnmanager
- Oliver Kraft (Werkstoffwissenschaftler) (* 1964), deutscher Werkstoffwissenschaftler und Hochschullehrer
- Otto Kraft (1900–nach 1979), deutscher Maler und Grafiker

### P
- Paul Kraft (Schriftsteller) (1896–1922), deutscher Dichter des Expressionismus
- Paul Kraft (Fußballspieler) (1914–2008), deutscher Fußballspieler
- Peter Kraft (1929–2003), deutscher Politiker (SPD)
- Peter Kraft (Maler) (* 1935), deutscher Maler
- Peter Schultze-Kraft (* 1937), deutscher Übersetzer und Schriftsteller
- Philip Kraft (* 1969), deutscher Riechstoffchemiker
- Philipp Kraft (* 1978), deutscher Unternehmer und Unternehmensgründer
- Philippa Kraft (* 1975), ehemalige deutsche Äbtissin

### R
- Rainer Kraft (Jurist) (Rainer Maria Kraft; * 1955), österreichischer Jurist
- Rainer Kraft (Fußballtrainer) (* 1962), deutscher Fußballtrainer
- Rainer Kraft (Politiker) (* 1974), deutscher Chemiker und Politiker (AfD)
- Rainer Schultze-Kraft (1941–2024), deutscher Agrarwissenschaftler und Hochschullehrer
- Ralf Kraft (* 1957), deutscher Fußballspieler
- Randy Kraft (* 1945), US-amerikanischer Serienmörder
- Reinhard Kraft (* 1978), österreichischer Militär, Brigadier des Österreichischen Bundesheeres
- Robert Kraft (Schriftsteller) (1869–1916), deutscher Schriftsteller
- Robert Kraft (Fußballtrainer) (1894–1973), deutscher Fußballtrainer
- Robert Kraft (Filmschaffender) (* 1955), US-amerikanischer Filmkomponist, Drehbuchautor und Produzent
- Robert K. Kraft (* 1941), US-amerikanischer Unternehmer und Sportlobbyist
- Robert Paul Kraft (1927–2015), US-amerikanischer Astronom
- Rudolf Kraft (Mediziner) (1893–1971), österreichischer Chirurg
- Rudolf Kraft (Historiker) (1907–??), deutscher Historiker
- Rudolf Kraft (Politiker) (1923–1993), deutscher Politiker (CDU)
- Rudolf Kraft (Fußballspieler) (1939–2022), deutscher Fußballspieler
- Ruth Kraft (Pseudonym von Ruth Bussenius, 1920–2015), deutsche Schriftstellerin
- Ryan Kraft (* 1975), US-amerikanischer Eishockeyspieler

### S
- Sabrina Kraft (* 1990), deutsche Schauspielerin
- Salomon Kraft (1898–1979), schwedischer Historiker
- Sammi Kane Kraft (1992–2012), US-amerikanische Schauspielerin, Musikerin und Baseballspielerin
- Sebastian Kraft (* 1974), deutscher Schauspieler
- Siegfried Kraft (1920–2013), deutscher Grafiker
- Sigisbert Kraft (1927–2006), deutscher altkatholischer Bischof
- Sigrid Kraft (* 1970), deutsche Fantasy-Schriftstellerin
- Simon Kraft (1805–1872), Landtagsabgeordneter Großherzogtum Hessen
- Stefan Kraft (Politiker) (1884–1959), jugoslawiendeutscher Politiker und Verbandsfunktionär
- Stefan Kraft (* 1993), österreichischer Skispringer
- Stephan Kraft (* 1968), deutscher Hochschullehrer für Neuere deutsche Literatur

### T
- Tenna Kraft (1885–1954), dänische Opernsängerin (Sopran)
- Theodor Kraft (1768–1825), deutscher Ordensgeistlicher (OCist)
- Thomas Kraft (Lautenmacher) (um 1670–1723), deutscher Lautenmacher
- Thomas Kraft (Schriftsteller) (* 1959), deutscher Schriftsteller, Literaturkritiker und Kulturmanager
- Thomas Kraft (Fußballspieler) (* 1988), deutscher Fußballtorwart

### V
- Vahur Kraft (* 1961), estnischer Finanzökonom
- Victor Kraft (1880–1975), österreichischer Wissenschaftstheoretiker, Philosoph und Generalstaatsbibliothekar
- Viktor Kraft (1912–1998), österreichischer Architekt, Maler und Schriftsteller

### W
- Waldemar Kraft (1898–1977), deutscher Politiker (GB/BHE, CDU)
- Walter Kraft (1905–1977), deutscher Organist und Komponist
- Walter C. Kraft (1917–2004), US-amerikanischer Philologe
- Werner Kraft (1896–1991), deutscher Schriftsteller
- Werner Kraft (Unternehmer) (1917–2020), deutscher Bauingenieur und Bauunternehmer
- Werner Kraft (Politiker) (* 1922), deutscher Politiker (NDPD)
- Wilfried Kraft (* 1937), deutscher Tiermediziner und Hochschullehrer
- Wilhelm Kraft (Politiker, 1884) (1884–1945), deutscher Politiker (SPD), Bürgermeister von Haßlinghausen
- Wilhelm Kraft (Politiker, 1892) (1892–1962), deutscher Politiker (FDP), MdL Hessen
- Wilhelm Kraft (Dichter) (1900–1987), deutscher Lehrer und Dichter
- Wilhelm Kraft (Heimatforscher) (1920–2002), deutscher Heimatforscher
- William Kraft (Komponist) (1923–2022), US-amerikanischer Musiker und Komponist
- William Eduard Kraft († 1878), deutscher Rittergutsbesitzer und Politiker
- Wolfgang Kraft (* 1953), deutscher Pädagoge und Leiter des Medienzentrums Baden-Württemberg

### Z
- Zdenko von Kraft (eigentlich Kraft Edler von Helmhacker; 1886–1979), österreichischer Schriftsteller